# Sorbus insignis
Sorbus insignis är en rosväxtart som först beskrevs av Joseph Dalton Hooker, och fick sitt nu gällande namn av Johan Teodor Hedlund. Sorbus insignis ingår i släktet oxlar, och familjen rosväxter. Inga underarter finns listade i Catalogue of Life.

## Bildgalleri

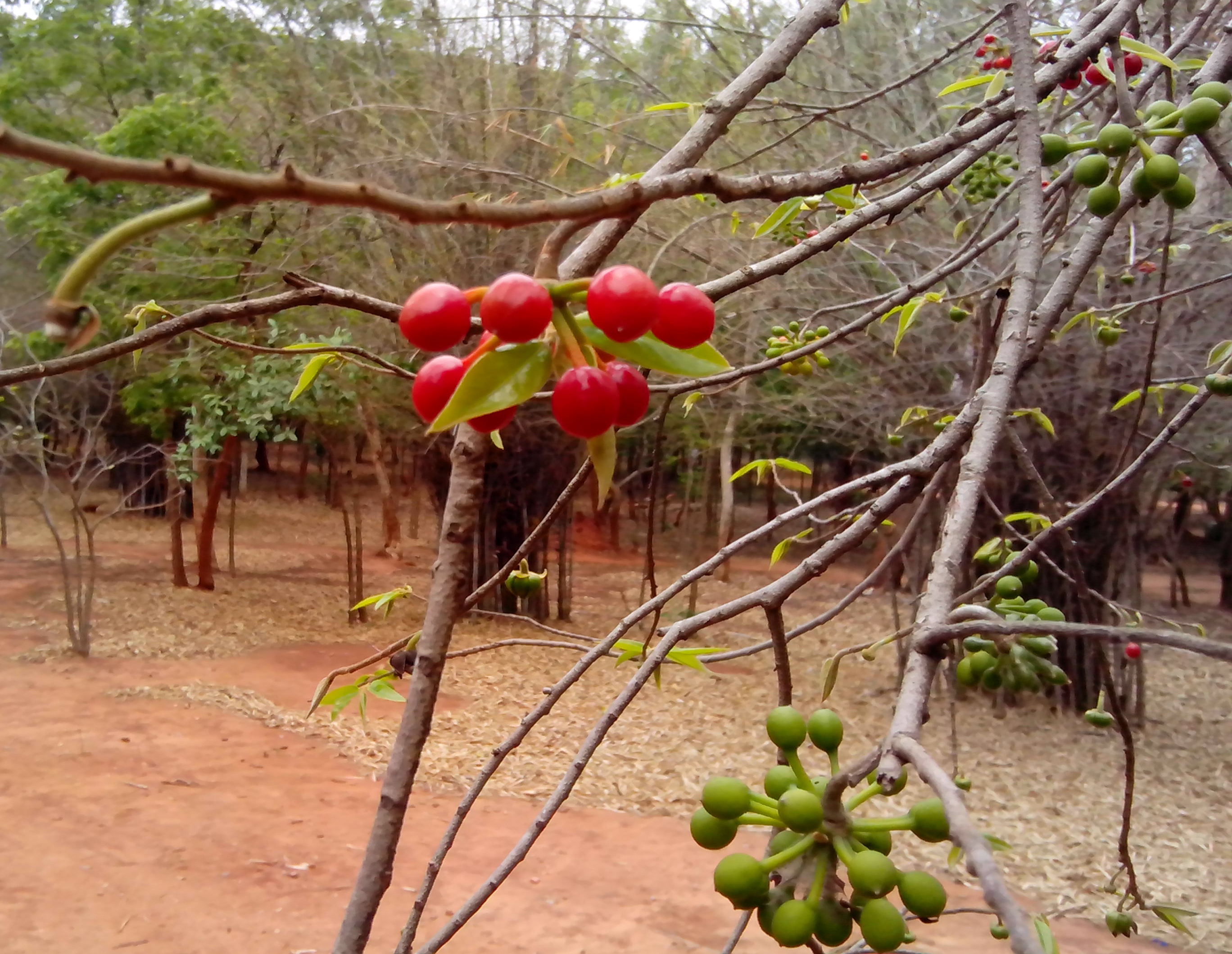
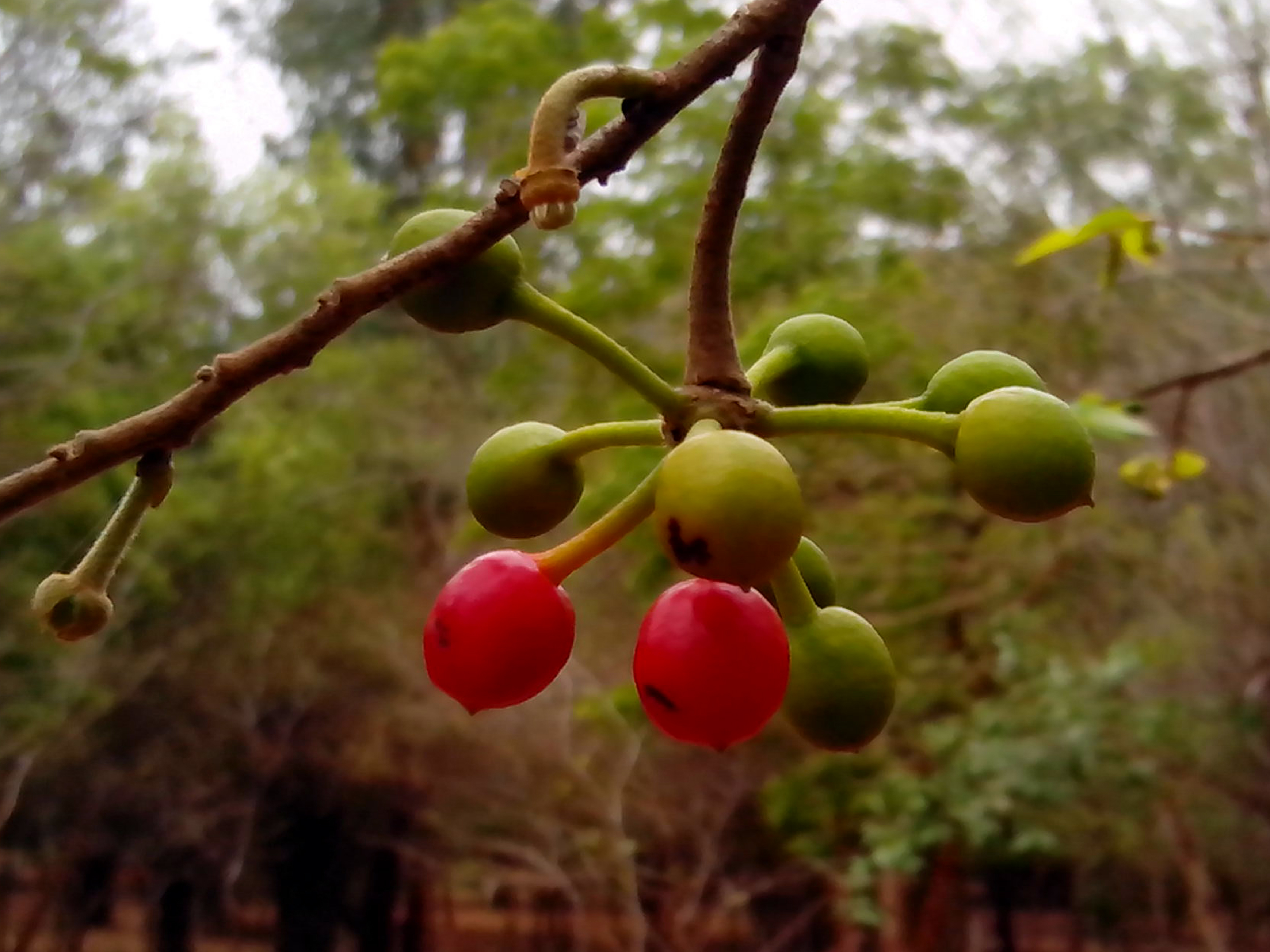
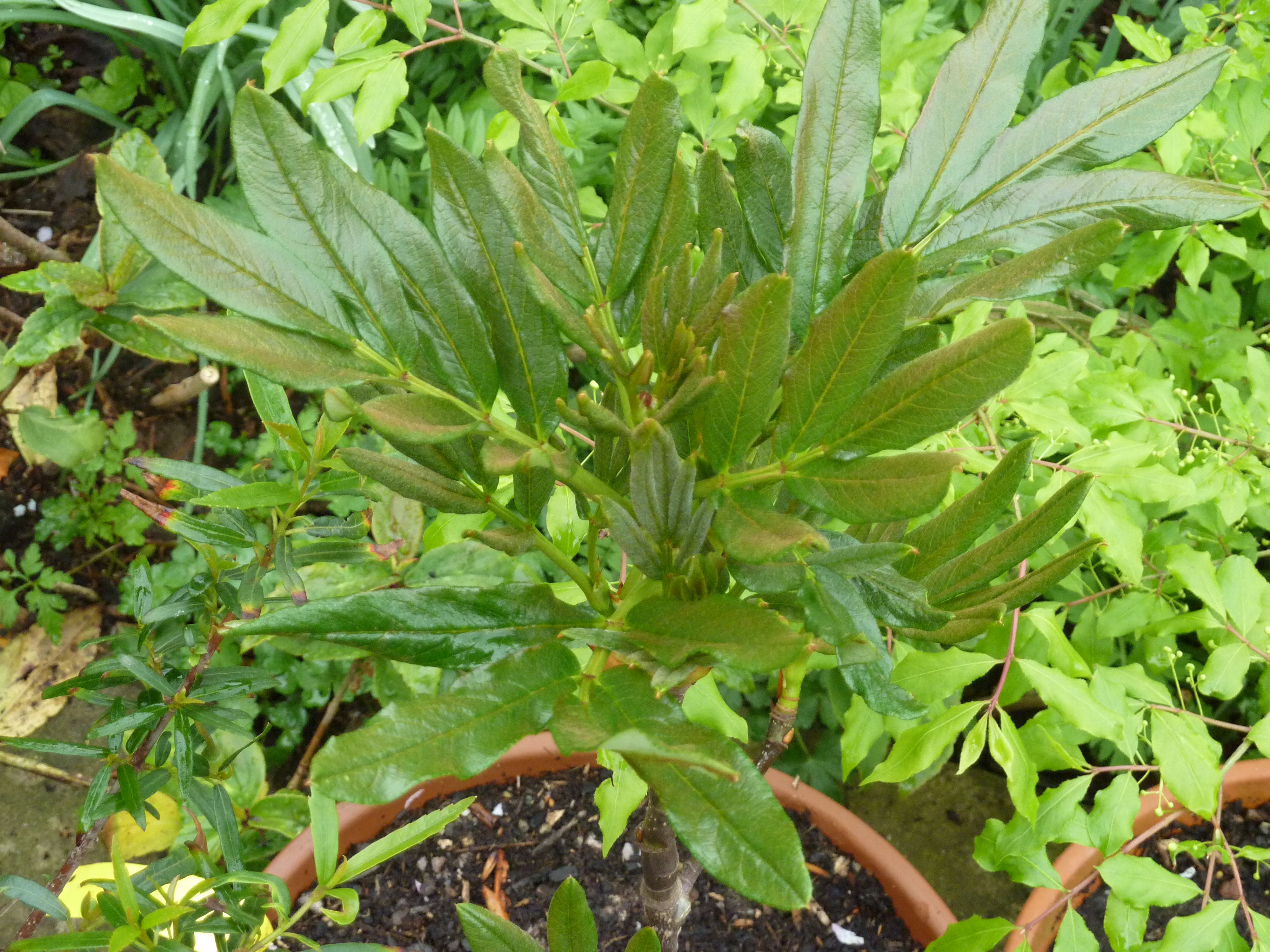